# معاهدة السلام بين فنلندا وألمانيا
معاهدة السلام بين فنلندا وألمانيا، وتسمى أيضًا معاهدة برلين للسلام، تم التوقيع عليها في برلين في 7 آذار/مارس 1918، أنهت حالة الحرب التي كانت قائمة بين فنلندا والإمبراطورية الألمانية نتيجة للحرب العالمية الأولى.  مهدت المعاهدة الطريق للتدخل الألماني في الحرب الأهلية الفنلندية وكذلك في غزو أولاند.

## الخلفية
كانت دوقية فنلندا الكبرى جزءًا من الإمبراطورية الروسية في وقت إعلان ألمانيا الحرب على روسيا في 1 آب 1914.
في عام 1917، شهدت روسيا ثورتين. الأولى في فبراير ،حيث اطيح بالإمبراطورية وشكلت حكومة مؤقتة. الثانية كانت في أكتوبر ، حيث عزلت الحكومة المؤقتة وتأسست جمهورية روسيا الاتحادية الاشتراكية السوفياتية. في 6 كانون الأول 1917، أعلنت فنلندا استقلالها، الذي اعترفت به روسيا في 31 كانون الأول. ومع ذلك، ظلت فنلندا في نفس حالة الحرب مع قوى المركز (ألمانيا والنمسا والمجر وبلغاريا والإمبراطورية العثمانية ). 
بدأت المبادرات الفنلندية تجاه ألمانيا حتى قبل إعلان الاستقلال. ففي تشرين الثاني 1917، طلب رئيس الوزراء الفنلندي بير إيفيند سفينهوفود المساعدة العسكرية من ألمانيا، حيث قام الألمان بإنزال بعض الوحدات التابعة لحركة يآكاري مع معداتها في أوستروبوتنيا. في 15 كانون الأول، وقعت الحكومة الروسية هدنة مع قوى المركز . عندما طلب إدوارد إيمانويل هيلت ، الممثل الفنلندي في برلين، إنزال قوة استكشاف ألمانية في فنلندا، قيل له إنه سيتعين عليه انتظار نتائج مؤتمر السلام الروسي. 
في 26 كانون الثاني 1918، أشعلت الانتفاضة العمالية شرارة الحرب الأهلية الفنلندية وتأسيس جمهورية العمال الاشتراكية الفنلندية بعد أيام قليلة. وصل المزيد من وحدات ياغر والمعدات من ألمانيا لدعم القوات الفنلندية المناهضة للاشتراكية في 17 و25 شباط.  انتهت الهدنة الروسية مع قوى مركزية في 18 فبراير، بناءا على ذلك وقعت روسيا السوفيتية وجمهورية العمال الفنلندية معاهدة صداقة في 1 آذار 1918. ومع ذلك، وقعت روسيا في 3 مارس على معاهدة بريست ليتوفسك وعقدت السلام مع قوى المركز.

## التفاوض والتوقيع
في 4 شباط، بينما كانت الهدنة الروسية لا تزال سارية، طلبت القيادة العليا للجيش الألماني من هيلت تجديد طلبه الذي قدمه في كانون الأول 1917 للقوات الألمانية. الذي حدث فعلا. ففي 21 شباط التقى بالجنرالات بول فون هيندنبورغ وإريك لودندورف في كروزناخ. في نفس اليوم الذي تم فيه التوقيع على معاهدة بريست ليتوفسك، أعلن الرائد فيرنر كرانتز، ممثل ألمانيا لدى الحكومة الفنلندية ممثلة بمجلس الشيوخ الفنلندي (على عكس الجمهورية العمالية المتحالفة مع روسيا)، أن القوة الاستكشافية جاهزة. للإبحار. 
بدأت المفاوضات الفنلندية الألمانية بشأن معاهدة التجارة والملاحة في 23 فبراير. بدأت المفاوضات الرسمية لمعاهدة السلام في 28 فبراير في وزارة الخارجية (Auswärtiges Amt) في برلين. وكان المفاوضون الألمان هم وكيل وزارة الخارجية فيلهلم فون ستوم ؛ أول سفير ألماني إلى فنلندا، أوغست فون بروك ؛ المستشار الخاص إرنست فون سيمسون ؛ والخبير الشرقي في وزارة الخارجية رودولف نادولني ؛ و أوسكار تروتمان .  ومثل الفنلنديين إدوارد هيلت ورافائيل فالديمار إريك ، نائب رئيس جامعة هلسنكي وأستاذها على التوالي.
تم التوقيع على معاهدة السلام الفنلندية الألمانية بعد أربعة أيام من معاهدة بريست ليتوفسك. الموقعون على المعاهدة هم المستشار جورج فون هيرتلينج لألمانيا وهيلت وإريك لفنلندا. 

## الشروط
تحتوي المعاهدة على أحد عشر فصلاً و32 مادة. نص المعاهدة باللغة الألمانية. وتم تبادل التصديقات في برلين في 25 يونيو 1918. 
في المعاهدة، تنازل الطرفان عن أي مطالبات بالتعويض عن أضرار الحرب، لكنهما قدما تعويضات للمدنيين الذين عانوا من خسائر مرتبطة بالحرب.  كما أعاد كلاهما حقوق الملكية الخاصة. وكان من المقرر إعادة السفن والبضائع التجارية المصادرة. تعهدت ألمانيا أيضًا "بالعمل من أجل اعتراف جميع الدول باستقلال فنلندا"، الأمر الذي كاد أن يعطي معاهدة السلام طبيعة معاهدة التحالف.  نصت المادة 18 على تبادل أسرى الحرب باستثناء الأسرى الذين لا يرغبون في تبادلهم: "يتم تبادل أسرى الحرب الألمان في فنلندا وأسرى الحرب الفنلنديين في ألمانيا في أقرب وقت ممكن... ما لم يكونوا، مع موافقة الدولة التي تم الاستيلاء عليها، أو الرغبة في البقاء على أراضي هذه الأخيرة أو الانتقال إلى بلد آخر". 
فيما يتعلق بآلاند ، التي تم تجريدها من السلاح في معاهدة باريس (1856) ، نصت المادة 30 على أن "الأطراف المتعاقدة متفقة على أن الحصون المبنية على جزر آلاند [من قبل روسيا] يجب إزالتها في أقرب وقت ممكن، وأن الطابع الدائم غير المحصن لهذه الجزر... سيتم تسويته بالاتفاق بين ألمانيا وفنلندا وروسيا والسويد." 

## ما بعد الحرب
بعد التوقيع على معاهدة السلام، وقعت فنلندا وألمانيا أيضًا على معاهدة التجارة والملاحة   والبروتوكول التكميلي لكلا المعاهدتين  في نفس اليوم.  كما تبادلوا بعد ذلك المذكرات لتوضيح المعاهدة التجارية (7 مارس) ومعاهدة السلام (11 مارس). 
كتب رودولف هولستي ، الممثل الفنلندي في لندن، في تقريره إلى مجلس الشيوخ في 27 مارس 1918 أن "الوعد الألماني بضمان الموافقة على استقلال فنلندا قد أثار ضغينة" في وزارة الخارجية البريطانية، حيث تم تفسيره على أنه تهديد. تجاه قوات الحلفاء التي لم تعترف بفنلندا بالتحديد إيطاليا والمملكة المتحدة والولايات المتحدة . 
في ضوء الضمانة الألمانية، طلب مجلس الشيوخ المساعدة الألمانية وحصل عليها ضد جمهورية العمال الاشتراكية الفنلندية، والتي هُزمت بشكل كبير بحلول نهاية أبريل. ثم قرر مجلس الشيوخ تحويل فنلندا إلى مملكة ذات ملك ألماني ، ولكن بسبب هزيمة ألمانيا في الحرب العالمية تم إنشاء الجمهورية الحديثة بدلاً من ذلك. 
كما تم التوقيع على معاهدة السلام الفنلندية البلغارية  في برلين في 21 مايو 1918  وتم التوقيع على معاهدة السلام النمساوية المجرية الفنلندية في فيينا في 29 مايو 1918.  ربما تم أيضًا التوصل إلى اتفاق مع الإمبراطورية العثمانية. 

## ملحوظات
1. ↑  CTS, Vol. 223, p. 109.
2. ↑  CTS, Vol. 223, p. 127.
3. ↑  CTS, Vol. 223, p. 127.
4. ↑  CTS, Vol. 223, p. 372.

## روابط خارجية
- نص المعاهدة (باللغة الإنجليزية)
- مذكرة إريك إلى مجلس الشيوخ (باللغة الإنجليزية)